# Puchar Australii i Oceanii w narciarstwie alpejskim mężczyzn 2013
Puchar Australii i Oceanii w narciarstwie alpejskim mężczyzn w sezonie 2013 był kolejną edycją tego cyklu. Pierwsze zawody odbyły się 15 sierpnia 2013 roku w australijskim Thredbo, a ostatnie zostały rozegrane 21 września 2013 roku w nowozelandzkim Mount Hutt.

## Podium zawodów[1]
| Lp  | Data             | Miejsce      | Konkurencja     | Zwycięzca        | 2. miejsce       | 3. miejsce       |
| 1.  | 30 lipca 2013    | Mount Hotham | gigant          | Zawody Odwołane  | Zawody Odwołane  | Zawody Odwołane  |
| 2.  | 31 lipca 2013    | Mount Hotham | slalom          | Zawody Odwołane  | Zawody Odwołane  | Zawody Odwołane  |
| 3.  | 15 sierpnia 2013 | Thredbo      | slalom          | David Chodounsky | Will Brandenburg | Anton Lahdenperä |
| 4.  | 16 sierpnia 2013 | Thredbo      | slalom          | Anton Lahdenperä | David Chodounsky | Will Brandenburg |
| 5.  | 19 sierpnia 2013 | Coronet Peak | gigant          | Adam Žampa       | Mark Engel       | Andreas Žampa    |
| 6.  | 21 sierpnia 2013 | Coronet Peak | slalom          | David Chodounsky | Akira Sasaki     | Adam Žampa       |
| 7.  | 9 września 2013  | Cardrona     | gigant          | Daniele Sette    | Daniel Dejori    | Francesco Romano |
| 8.  | 15 września 2013 | Mount Hutt   | zjazd           | Maciej Bydliński | Matej Falat      | Stefano Zucchi   |
| 9.  | 16 września 2013 | Mount Hutt   | zjazd           | Maciej Bydliński | Nick Prebble     | Wilis Feasey     |
| 10. | 18 września 2013 | Mount Hutt   | supergigant     | Wilis Feasey     | Nick Prebble     | Benjamin Griffin |
| 11. | 19 września 2013 | Mount Hutt   | supergigant     | Benjamin Griffin | Feasey Willis    | Maciej Bydliński |
| 12. | 19 września 2013 | Mount Hutt   | superkombinacja | Maciej Bydliński | Adam Barwood     | Matej Falat      |
| 13. | 20 września 2013 | Mount Hutt   | slalom          | David Ryding     | Luke Laidlaw     | Mike Rishworth   |
| 14. | 21 września 2013 | Mount Hutt   | gigant          | Zawody Odwołane  | Zawody Odwołane  | Zawody Odwołane  |

## Klasyfikacja generalna (po 11 z 11 konkurencji)[2]
| Lp. | Zawodnik            | Punkty |
| --- | ------------------- | ------ |
| 1.  | Maciej Bydliński    | 410    |
| 2.  | Adam Barwood        | 395    |
| 3.  | Wilis Feasey        | 380    |
| 4.  | Benjamin Griffin    | 286    |
| 5.  | David Chodounsky    | 280    |
| 6.  | Luc Henri Chevalier | 275    |
| 7.  | Nick Prebble        | 264    |
| 8.  | Stefano Zucchi      | 262    |
| 9.  | Matej Falat         | 258    |
| 10. | Luke Laidlaw        | 213    |

| Miejsce | Zawodnik            | Punkty |
| ------- | ------------------- | ------ |
| 1.      | Maciej Bydliński    | 200    |
| 2.      | Nick Prebble        | 130    |
| 2.      | Matej Falat         | 130    |
| 4.      | Stefano Zucchi      | 105    |
| 5.      | Wilis Feasey        | 100    |
| 6.      | Benjamin Griffin    | 81     |
| 7.      | Adam Barwood        | 68     |
| 8.      | Luc Henri Chevalier | 61     |
| 9.      | Luke Laidlaw        | 55     |
| 10.     | Dominic Demschar    | 40     |

| Miejsce | Zawodnik              | Punkty |
| ------- | --------------------- | ------ |
| 1.      | David Chodounsky      | 280    |
| 2.      | Anton Lahdenperä      | 210    |
| 3.      | Mike Rishworth        | 156    |
| 4.      | Will Brandenburg      | 140    |
| 4.      | David Ryding          | 140    |
| 6.      | Adam Barwood          | 131    |
| 7.      | Luke Laidlaw          | 106    |
| 8.      | Ross Peraudo          | 95     |
| 9.      | Dries van der Broecke | 86     |
| 10.     | Akira Sasaki          | 80     |

| Miejsce | Zawodnik            | Punkty |
| ------- | ------------------- | ------ |
| 1.      | Daniele Sette       | 150    |
| 2.      | Adam Žampa          | 100    |
| 3.      | Francesco Romano    | 84     |
| 4.      | Mark Engel          | 80     |
| 4.      | Daniel Dejori       | 80     |
| 6.      | Andreas Žampa       | 60     |
| 7.      | Wilis Feasey        | 50     |
| 7.      | Luc Henri Chevalier | 50     |
| 9.      | Benjamin Griffin    | 45     |
| 10.     | Martin Píša         | 43     |

| Miejsce | Zawodnik            | Punkty |
| ------- | ------------------- | ------ |
| 1.      | Wilis Feasey        | 180    |
| 2.      | Benjamin Griffin    | 160    |
| 3.      | Luc Henri Chevalier | 95     |
| 4.      | Stefano Zucchi      | 85     |
| 5.      | Nick Prebble        | 80     |
| 6.      | Adam Barwood        | 77     |
| 7.      | Matej Falat         | 68     |
| 8.      | Maciej Bydliński    | 60     |
| 8.      | Alec Scott          | 60     |
| 10.     | Sam Robertson       | 58     |

| Miejsce | Zawodnik            | Punkty |
| ------- | ------------------- | ------ |
| 1.      | Maciej Bydliński    | 100    |
| 2.      | Adam Barwood        | 80     |
| 3.      | Matej Falat         | 60     |
| 4.      | Wilis Feasey        | 50     |
| 5.      | Luc Henri Chevalier | 45     |
| 6.      | Stefano Zucchi      | 40     |
| 7.      | Alec Scott          | 36     |
| 8.      | Sam Robertson       | 32     |
| 9.      | Harrison Coull      | 29     |
| 10.     | Hammish Garrick     | 26     |